# Mixophyes fasciolatus
Mixophyes fasciolatus  (лат.) — вид бесхвостых земноводных семейства австралийских жаб. 
Вид распространён в тропических и умеренных лесах на востоке Австралии. Встречается вблизи водоёмов.
Длина тела до 8 см. Верхняя часть тела тёмно-коричневая, нижняя — белая. Конечности сильные и длинные, лапы жёлтые с четырьмя чёрными полосами на бёдрах. Чёрная полоса проходит от ноздрей через глаз и заканчивается над барабанной перепонкой.
Вид обитает во влажных и открытых лесах вблизи ручьёв и прудов. Спаривание происходит в воде. После оплодотворения самка откладывает икру на берегу водоёма во влажном месте. После первого же дождя яйца попадают в водоём, где выводятся головастики.
В Австралии этот вид можно содержать в неволе, имея соответствующее разрешение.